# 太祖 (高麗王)
太祖（たいそ、877年1月31日 - 943年7月4日）は、初代高麗王（在位：918年 - 943年）。名は王建（おう・けん、ワン・ゴン）。字は若天。諡号は応運元明光烈大定睿徳章孝威穆神聖大王。

## 出自

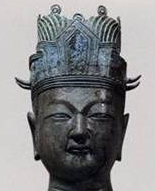
王建

### 系譜

#### 曾祖父・唐の皇帝
王建の先祖は、中国の唐の皇帝の粛宗または宣宗である。彼が新羅に来た時に、新羅人女性である康辰義との間に王帝建を儲けた。

#### 祖父・王帝建
王帝建は父を探すため唐に渡ろうとした。
王帝建の母である康辰義は、その父を康宝育といい（王帝建の母方の祖父）、康宝育の先祖は春秋戦国時代の衛国の初代康叔である。康叔の長男は衛国の第2代を継いだ。これが衛の康伯である。康叔には次男（康伯の弟）がいて、その67代子孫の康虎景の息子が康忠（68代子孫）である。康忠は、伊帝建と康宝育を儲けた。康宝育は『高麗史』によると高句麗の大族であった。康宝育は姪の徳周を娶り、康辰義を儲けたのである。
王帝建は唐に行く途上の黄海で、四海龍王の娘の龍女（後の元昌王后）と出会い、彼女の駙馬（「高貴な女性の夫」の意）となった。王帝建と龍女とのあいだに子の王隆が生まれた。そのため高麗の人々は王室を龍の一族と信じていたが、『聖源録』によれば、四海竜王というのは、中国平州（遼西・遼東・楽浪あたり）の出身で新羅時代に角干の位（日本でいえば正一位）をもっていた頭恩坫という人物である。

#### 父・王隆
王隆（ワン・リュン）は松嶽（ソルガム・現在の開城）を拠点に半島西南の海岸部で貿易で財をなす豪族となった。王建は乾符4年（新羅の憲康王3年）1月31日に王隆と威粛王后との間に生まれた。王建が生まれた時、母はすでに死去しており墓の下に埋葬された後だった。生まれたばかりの赤ん坊だった王建は、棺の蓋や墓石を押しのけて地上に出た。これは王権の始祖が玉・丸石・卵・岩石などから生まれるというイラン系の王権起源譚に、南方系の死体化成神話や太陽復活神話が混合したものである。

### 出自論争
- 中国人説 中国の吉林省中国社会科学院歴史研究所の史長楽は、吉林省中国社会科学院が隔月刊で発行する歴史雑誌『東北史地』2007年第3号において、933年に後唐の明宗が王建に送った冊封詔書などを根拠に、王建は中国の淮河流域から来た漢人の末裔との説を唱えている。冊封詔書の「卿（王建）は長淮の茂族」という一節があり、史長楽は「長淮は淮河流域を意味する言葉で、太祖王建の本籍地が中国であるため、高麗は中国人が建国した国」と述べている。また、冊封詔書のうち「朱蒙が開国した地のよい縁起を追ってその軍将になり、箕子が作った蕃国の形跡を踏んで幸福と和楽を得る」という一節を、史長楽は「この言葉は、高麗は中国出身統治者が建てた国という意味」と述べている。その理由に「王建の建国を朱蒙の開国と箕子の立国に直接比喩したのは、朝鮮半島の歴史で二人に続いてもう一人の中国出身統治者が生まれたという意味であるから」と述べている[8][9]。後唐は933年に王瓊と楊昭業の使者を高麗に派遣し、王健を高麗国王に冊封したが、『高麗史』には、王建と妻の柳氏の冊封調書、冊封及び物品を送った調書、三軍に国王冊封を知らせる調書など四通の調書が記載されているが、妻の柳氏の冊封調書には「又詔曰卿長淮茂族漲海雄蕃以文武之才控玆土宇以忠孝之節來化風」という節があり、長淮とは中国の淮河或いは淮河流域のことであり、「漲海雄蕃」とは海の彼方の藩国の諸侯という意味である[10]。また、宋が成宗を冊封した985年の冊封調書にも「常安百濟之民、永茂長淮之族」と再度言及されており、これを根拠に王建の先祖は中国淮河流域の漢人の後裔と断定し、中国の淮河出身の末裔である王建が、中国の海の向こう側に諸侯である高麗を建国したというものである。また、王建冊封調書には「踵朱蒙啓土之禎爲彼君長履箕子作蕃之跡」という節があり、王建は朝鮮の歴史のなかで、箕子と朱蒙の後に続き、中国の支配者が高麗の建国したと解釈し、高麗は漢人の末裔である王建が建国し、箕子朝鮮と高句麗に続き、中国が朝鮮半島に建国した三番目の政権とした[10]。また、中国の歴史学者の楊保隆（中国社会科学院）は「高麗を建国した王建は中国の名字」などの根拠から中国人であると主張している[11][12]。

#### 出自考証
チェ・ワンス（朝鮮語: 최완수、澗松美術館研究室長）は、王建の祖先一族は、朝鮮半島の商業活動の中心である松嶽山（現在の開城市）一帯の商業勢力だった豪商であり、中国人商人と直接交易をおこない、莫大な富を築いた。従って、唐の皇族だという王帝建の父は、事実は豪商だった一族のもとに商取引のため出入りしていた中国人商人であり、その中国人商人と康辰義の間で王帝建が誕生したと解釈するのが自然であり、王帝建の父が中国人商人であることを『高麗史』や『高麗史節要』では、粛宗だと高めているが、おそらくは高麗側の推量であった可能性があり、いずれにせよ王帝建が康宝育の家に1ヶ月余り滞在した後に去った中国人商人の青年の息子であったことは間違いなく、それは豪商であった一族のもとには、数多くの中国人商人が商売の取引のため出入りしていたこと、また王帝建が16歳の時に、王帝建の父が証拠物として与えた弓と矢を持って、父を探しに商船に乗りこみ唐へ行こうとしたことから、そのように再解釈して大きな合理性の無理がないと述べている。
高雲基（延世大学）は、「作帝建に関連した話である。彼は唐の皇族だという人物が新羅に来て、この地の女、辰義と結婚して生んだ息子である。のちに作帝建は、父を探しに行く途中に西海の龍の娘と結婚し、息子の龍建を生んだのだが、この人物がまさに王建の父である。『龍』が中国系の何らかの象徴として見るなら、王建の家系はほとんど中国系のはずで、曾祖父から調べても王建は間違いなく中国系3世」と述べている。

## 王建の台頭
唐の力を借りて高句麗・百済を滅ぼした新羅も9世紀末になると国力が衰退し、各地で反乱が起こっていた。
北方での新羅への反乱軍の指導者であり後高句麗を建国した泰封王である弓裔（クンイェ）に従い、松嶽城主・鉄原太守を歴任し、西南海域の水軍を統率して活躍していた。後高句麗は、新羅や後百済に対して優勢を占めており、王の弓裔は自らを弥勒菩薩と自称し仏教の神秘性を利用して権威を高めようとした。しかし弓裔が部下に対して傲慢で乱暴になるなど暴君になったため、918年に弓裔の部下である洪儒（ホン・ユ）、裵玄慶（ペ・ヒョンギョン）、申崇謙（シン・スンギョム）、卜智謙（ポク・チギョム）らは、弓裔を追放し易姓革命を起こして王位を奪い王建を新たな指導者として擁立した。

## 後三国時代
919年、王建は松嶽郡に遷都し、郡を開州に昇格させ、高句麗の後継者を自称して国号を高麗と定め、年号を天授と定めた。920年に後百済に圧迫されていた新羅の景明王に信書を送り同盟を結ぶことにした。
926年10月、後百済は新羅の首都である金城（慶州市）を占領し、景哀王は自殺した。後百済は手強く、一進一退の攻防を繰り広げていた。930年から高麗は反撃に転じ、古昌郡において後百済を大敗させた。
933年、後唐に朝貢し、王建は高麗国王に任じられた。
934年、後百済は休戦を申し入れ、王建もその気になったが、老将の庾黔弼一人が反対した。王建は庾黔弼の意見を採用し、後百済軍を打ち破り、熊津（公州市）以北の地を手中に収めた。
935年、後百済で王位継承による内紛が発生し翌936年に初代王である甄萱（キョン・フォン）が高麗に投降した。また935年、新羅最後の王敬順王（金傅）が高麗に帰順した。後百済の内紛に巧みに介入した王建は、936年、遂に朝鮮半島の統一を成し遂げたのである。

## 統一
統一後は、国内の基盤固めに尽力する。王建は、前王朝の新羅の貴族や豪族の多くを家臣として加えることで国内の混乱を最小限に抑え、それらを府・州・郡・県に分けて地方をそれぞれ治めさせた。中央は三省六官、九寺にして中央集権化を確立した。
対外的には、遼に滅ぼされた渤海の遺民受け入れや植民に尽力し、国内の復興と発展に努めた。また、中国の王朝に対してはこの頃、五代の王朝に相次いで朝貢を行なって冊封されることで友好関係を保った。933年には後唐の正朔を受け、中国の年号を使用し始めた。日本の朝廷に対しても2度にわたって使者を送り、友好と通商を求めたが、これは日本側に拒絶されている。

## 死去
943年、67歳で死去。死の1ヶ月の前に4月、高麗の後代王たちが必ず守らなければならない教訓として「訓要十条」を作り、側臣だった大匡の官職の朴述熙に伝えた。その内容をまとめると、
1. 仏教を崇尚し、国家が保護する。
2. 寺院は道先大師の風水地理説によってのみ創建し、乱立しない。
3. 王位継承は特別な場合ではなければ長子を先にする。
4. 中国の風習にむやみに従おうとせず、契丹は蛮族なので遠ざける。
5. 西京（現在の平壌）は我が国の地脈の根本であるから、王は年に100日以上ここにとどまる。
6. 仏に仕える燃燈会と、山河の神に仕える八関会をよく行う。
7. 臣下と民に対する賞罰を公平にする。
8. 車嶺山脈以南（湖南地域、百済の故地に相当）の人々は、あまり登用しない。
9. 臣下と軍人の給料はむやみに増減せず、平安な時であればあるほど脆弱さを忘れない。
10. 王は儒教の経典や歴史書を読み、常に自己研鑽に力を尽くす。

この十戒は皆「心の中に深くおさめること（中心蔵之）」という君の字で結ばれており、後代の王たちは後継者から後継者へと伝えて宝物にした。
旧百済の地域の者の登用を忌避したのは、後百済の内紛で父子が対立したためであり、儒教道徳的には許されないものであったからである。この偏見は後まで継承され、全羅道差別という地域差別問題となって残った。
『高麗史』は王建の死の様子を次のように描いている。王建は天福8年（943年）5月29日、病が重くなると神徳殿に挙動して遺言を作るようにしたが、その文が作成された時に左右の臣下たちがむせぶ音を聞いて、王が「これは何の音か」と尋ねた。臣下たちが「聖上は民の親なのに、今日、臣下たちを捨てようとなさるので、私どもは悲しみに耐えられません」と言うと、王建は笑いながら「浮生と言うのは、昔からすべてそうだ」と笑って答え、しばらくの後に死んだ。御陵は顕陵である。

## 後代の評価
高麗王朝が400年以上の長きにわたって続いた基礎を築き上げた偉大なる王として、高く評価されている。『高麗史』の記録から、太祖は即位した後、当時新羅や後百済の征服が完了しておらず南方の備えが不安定だった状況下で、あえて西京（平壌）も越えて直接北の国境地帯を巡察した。その意図は、ただ新羅を滅ぼすだけではなく、高麗王朝を高句麗の継承王朝とし、将来に高句麗の旧領を取り戻す北進政策のための拠点や財政源の確保であった。
訓要十条でも見えるように、太祖自身は契丹（遼）に対して大変敵対的な立場を表明している。実際に敵対的な行動をした代表的な事例として、契丹が渤海を滅ぼした事に激怒した太祖が、契丹から送られてきた駱駝50匹を飢え死にするまで開京の万夫橋にぶら下げ、その使臣30人を島に流して幽閉してしまった事件がある。

## 略年表
- 901年 弓裔、国号を後高麗とし、自ら国王を称した。
- 909年 弓裔、珍島を奪う。
- 911年 弓裔、後高麗の国号を泰封に改める。
- 918年 弓裔の部下であった王建、謀反。

王建は自ら高麗人の末裔と称し、国号を高麗とし、都を開城に定めた。
- 918年 後百済の甄萱が使節を送り、和議を結んだ。
- 924年 甄萱の子の須弥強、高麗の曹物城を攻める。
- 925年 後百済と高麗の間で和議が成立し、人質を交換する。
- 930年 甄萱と王建、古昌郡瓶山麓で戦い、王建が勝利する。
- 933年 後唐、高麗に使を遣わす。これより高麗、後唐の正朔を奉じる。（高麗史）
- 935年 新羅の滅亡。新羅の敬順王の娘、王建の妻となる。
- 936年 王建、一善郡一利川の戦いで後百済を滅ぼし、朝鮮半島を統一する。
- 942年 契丹、高麗に使を遣わすが、その使を島に流す。（高麗史）

## 太祖の子女一覧
25人の男子と9人の女子が記録上で確認される。これらの関係は近親婚のために複雑であり、詳細な記述は省略する。

### 王后

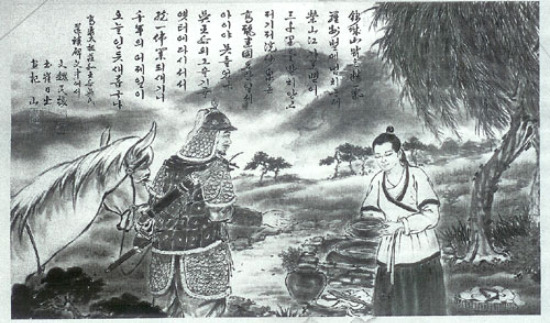
将軍時代の高麗太祖王建と呉氏（後の荘和王后）

1. 神恵王后柳氏
2. 荘和王后呉氏
3. 神明順成王后劉氏
4. 神静王后皇甫氏
5. 神成王后金氏
6. 貞徳王后柳氏

### 王子
1. 恵宗（荘和王后 呉氏）
2. 太子泰（神明順成王后 劉氏）
3. 定宗（神明順成王后 劉氏）
4. 光宗（神明順成王后 劉氏）
5. 文元大王貞（神明順成王后 劉氏）
6. 證通国師（神明順成王后 劉氏）
7. 戴宗（神静王后 皇甫氏）
8. 安宗（神成王后 金氏）
9. 王位君（貞徳王后 柳氏）
10. 仁愛君（貞徳王后 柳氏）
11. 元荘太子（貞徳王后 柳氏）
12. 助伊君（貞徳王后 柳氏）
13. 寿命太子（献穆夫人 平氏）
14. 孝穆太子義（東陽院夫人 庾氏）
15. 孝隠太子垣（東陽院夫人 庾氏）
16. 元寧太子（粛穆夫人）
17. 孝成太子琳珠（天安府院夫人 林氏）
18. 孝祗太子（天安府院夫人 林氏）
19. 太子稷（興福院夫人 洪氏）
20. 広州院君（小広州院夫人 王氏）
21. 孝悌太子（聖茂夫人 朴氏）
22. 孝明太子（聖茂夫人 朴氏）
23. 法登君（聖茂夫人 朴氏）
24. 資利君（聖茂夫人 朴氏）
25. 義城府院君（義成府院夫人 洪氏）

### 王女
1. 安貞淑儀公主（神明順成王后 劉氏） - 新羅の敬順王の妻。
2. 興芳宮主（神明順成王后 劉氏） - 姓は劉（母の姓）。元荘太子の妻。
3. 大穆王后（神静王后 皇甫氏） - 姓は皇甫（母の姓）。光宗の王后。
4. 文恵王后（貞徳王后 柳氏） - 姓は柳（母の姓）。文元大王貞の妻。
5. 宣義王后（貞徳王后 柳氏） - 姓は柳（母の姓）。戴宗の妻。
6. 公主（貞徳王后 柳氏）
7. 順安王大妃（貞穆夫人 王氏）
8. 公主（興福院夫人 洪氏）
9. 公主（聖茂夫人 朴氏）

## 太祖が登場する作品

### テレビドラマ
- 『太祖王建』（2000年、演：チェ・スジョン）
- 『輝くか、狂うか』（2015年、演：ナム・ギョンウプ）
- 『麗〜花萌ゆる8人の皇子たち〜』　(2016年、演：チョ・ミンギ）（日本語吹き替え版声優：中村和正）

## 王建の名にちなむ艦船
『王建』 大韓民国海軍の李舜臣級駆逐艦の4番艦。